# Walt Gilmore
Walt Gilmore (Millen, 27 febbraio 1947) è un ex cestista statunitense, professionista nella NBA.

## Carriera
Venne selezionato dai Portland Trail Blazers al secondo giro del Draft NBA 1970 (25ª scelta assoluta).